# ポルト・ノヴォの戦い
ポルト・ノヴォの戦い（ポルト・ノヴォのたたかい、英語：Battle of Porto Novo）は、1781年7月1日にインドのポルト・ノヴォ（パランギペーッタイ）において、イギリス東インド会社とマイソール王国との間で行われた第二次マイソール戦争の戦いの一つ。

## 戦闘に至る経緯
1781年、第二次マイソール戦争中に南インドに派遣されたアイル・クートはマイソール王国軍と激しい戦闘を繰り返し、ヴァンデヴァッシュを解放した。
しかし、マイソール側のハイダル・アリーの策略により、カーナティックでは物資の補給が困難となっており、アイル・クートは間もなくセント・デーヴィッド要塞に引き上げた。
それから、アイル・クートは艦隊からの弾薬の補給を受けたのはもちろん、4日分の食糧の供給を受けながら、マイソール側の主戦力との会戦を望みつつも、海岸線を南に前進した。

## 戦闘

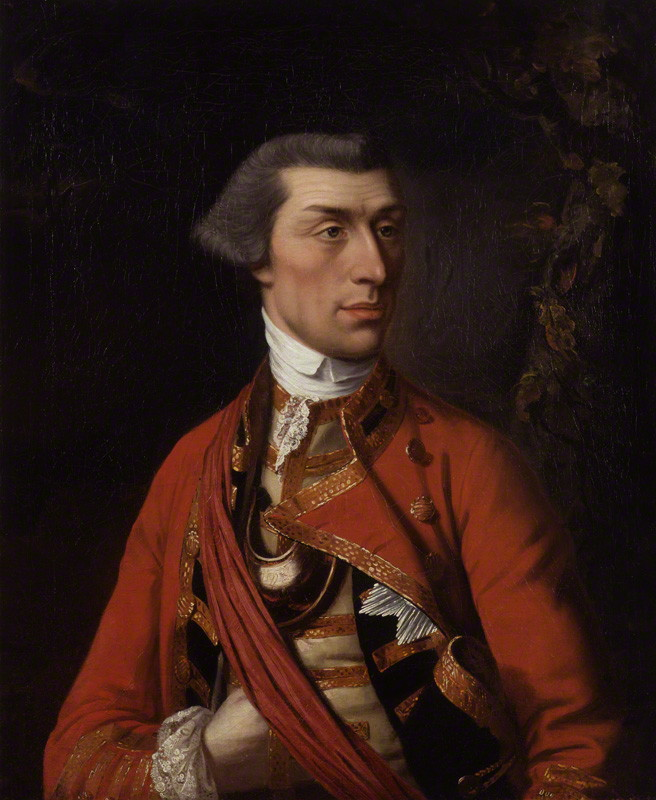
アイル・クート

7月1日、イギリス軍とマイソール軍はセント・デーヴィッド要塞から南の海岸部の村ポルト・ノヴォ（パランギペーッタイ）で戦った。イギリス軍の歩兵部隊はほんのわずかの米を食べたのち、二列の戦闘序列を組んで、低い丘陵地帯の頂上に防御陣を敷くマイソール軍に向かって突撃した。イギリス軍はこのとき、ハイダル・アリーが待ち構えていた主要道路を離れて、激しい砲撃の下に列を組みながら、砂丘を横切って前進してきた。
マイソール側が騎兵でイギリス軍に急襲をかけようとしたとき、イギリス軍の第一線は巧妙にまるで魔法を使ったかのように、いくつかの堅固な方陣を組んだ。それはイギリスの歩兵がヨーロッパにおいて、敵軍の騎兵と戦闘する際に展開する布陣であった。無論、マイソール側にその戦術が理解できるはずもなかった。
圧倒的多数であるマイソール側の騎兵は方陣と方陣の間に突撃し、これに襲いかかったが、イギリス側の銃剣に押し戻され、多数の騎馬兵が人馬の叫び声の中に斃れた。マイソール側は混乱する第一波の軍を助けようと、第二波の騎兵を送ったが、これはマスキー銃の銃撃と砲兵隊の砲撃を受けた。これはたった数分の出来事であり、生き残った騎兵は向きを変えて逃げ去った。
やがて、イギリス軍の方陣からは砂丘の戦場の物音を越えて、勝利に喜ぶ歓声が上がり始めた。そののち、方陣の兵は再び隊列を組み直し、マイソール側に向けて整然と前進した。
だが、ハイダル・アリーは諦めず、あくまでイギリス側と戦い続けることにした。マイソール軍は砲兵に援護された強力な騎兵と歩兵を他にも持っていたので、これらにイギリス軍の背後をつくように命令した。
しかし、先陣をきったマイソール側の騎兵はまもなく、沿岸に待ち伏せていたイギリス海軍の艦砲射撃にさらされた。この間、イギリス軍の歩兵部隊はマイソール側に前進を続け、その陣地を占領し、マイソール軍は敗走した。
マイソール軍の被害は甚大で、これはあまりにも重すぎるものだった。ハイダル・アリーは誇り高き戦士ではあったが、さすがに武将らの何人かは引き揚げることを要請し、彼は戦場を離脱せざるを得なかった。

## 備考
この戦いはアイル・クート率いるイギリス軍の大勝利であり、イギリス歩兵の方陣戦術が騎兵を破った戦いとしては最高傑作ともいえる戦いだった、とブライアン・ガードナーと評価している。また、陸海軍の共同作戦が功を奏した戦いでもあった。
事実、イギリス兵8,500人のうち死傷者は300であったが、マイソール軍65,000人は6分の1以上（一説には一万）の死傷者を出したところを見ると、この勝利がどれだけ大きかったかがわかる。
ところが、この戦いはイギリス東インド会社が行ってきたプラッシーの戦いやブクサールの戦いといった大きな戦いと並ぶほどの戦いであるにもかかわらず、あまり人々には知られていない。